# 17 Pułk Zmechanizowany
17 Drezdeński Pułk Zmechanizowany im. chor. Józefa Ceronika (17 pz) – oddział zmechanizowany Sił Zbrojnych PRL i okresu transformacji ustrojowej.

## Formowanie i zmiany organizacyjne
Pułk powstał w 1962 w wyniku przeformowania 17 pułku piechoty jako jednostka 4 Dywizji Zmechanizowanej.
W 1995 na jego bazie sformowano 17 Wielkopolską Brygadę Zmechanizowaną im. gen. broni Józefa Dowbora-Muśnickiego.

## Tradycje
W 1973 nadano pułkowi wyróżniającą nazwę „Drezdeński”, a 22 lipca 1985 imię chor. Józefa Ceronika, dowódcy 1 kompanii strzeleckiej 17 pp z czasów wojny, który zginął w walkach z Niemcami w kwietniu 1945 pod Lomske.

## Struktura organizacyjna (lata 80. XX w.)
- Dowództwo i sztabPodstawowy wóz bojowy pułku -(BWP-1)
  - 3 x bataliony zmechanizowane
  - batalion czołgów
  - kompania rozpoznawcza
  - bateria haubic 122mm
  - bateria ppanc
  - kompania saperów
  - bateria plot
  - kompania łączności
  - kompania zaopatrzenia
  - kompania remontowa
  - kompania medyczna
  - pluton chemiczny

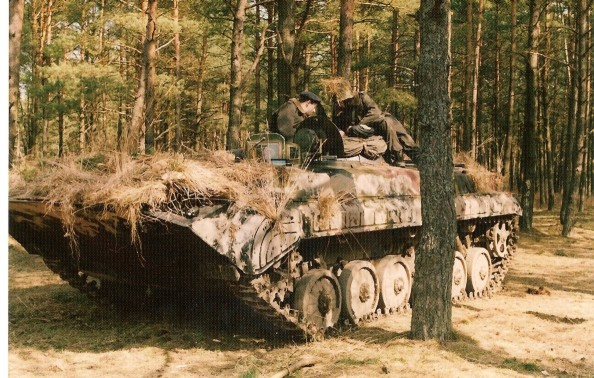
Podstawowy wóz bojowy pułku -(BWP-1)

  - pluton ochrony i regulacji ruchu
  - orkiestra garnizonowa

## Żołnierze pułku
Dowódcy pułku
- ppłk dypl. Aleksander Jóźwiak (1962–1962)
- ppłk dypl. Henryk Wiśniewski (1962–1965)
- ppłk dypl. Edward Siwek (1965–1966)
- ppłk dypl. Cyryl Żbikowski (1966–1967)
- ppłk dypl. Stanisław Sokołowski (1967–1972)
- ppłk dypl. Stanisław Fidut (1972–1975)
- mjr Julian Lewiński (1975–1977)
- mjr dypl. Jerzy Pawłowski (1977–1978)
- mjr dypl. Jerzy Słomiński (1978–1981)
- mjr dypl. Marian Mainda (1981–1983)
- mjr dypl. Józef Mroczka (1983–1987)
- mjr dypl. Bolesław Wiss (1987–1991)
- mjr dypl. Jerzy Piaskowski (1991–1995)

## Przekształcenia
17 pułk Piechoty→ 17 pułk zmechanizowany → 17 Brygada Zmechanizowana